# Liste des comtes d'Eu

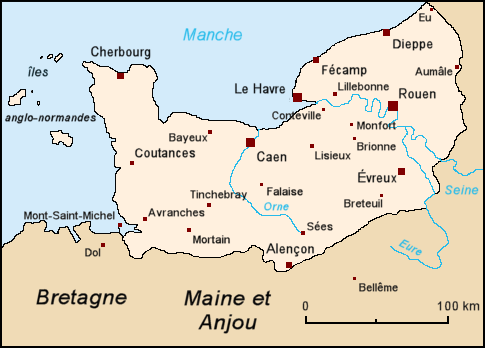
Le duché de Normandie
et le comté d'Eu

Le comté d'Eu était un comté du duché de Normandie.

## Histoire du titre et liste des titulaires

### Maison de Normandie

Blason des comtes d'Eu
de la Maison de Normandie

La chronologie des premiers comtes d'Eu est sujette à beaucoup de discussions et reste obscure.
- après 996-1015/1018 : Godefroi de Brionne (mort après 1023), comte de Brionne. Fils illégitime de Richard Sans-Peur ;
- 1015/1018-? : Guillaume Ier (mort vers 1017). Fils illégitime de Richard Sans-Peur ;
- ?-1040 : Gilbert de Brionne (mort peu après 1040), comte de Brionne. Fils de Godefroi;
- possiblement : Guillaume Busac (mort en 1077). Fils de Guillaume ;
- av 1053-1091/93 : Robert (mort en 1091/1093), seigneur d'Hastings. Frère du précédent ;
- 1091/93-1096 : Guillaume II (mort en 1096), seigneur d'Hastings. Fils du précédent ;
- 1096-1140 : Henri (mort en 1140), seigneur d'Hastings. Fils du précédent ;
- 1140-1170 : Jean (mort en 1170), seigneur d'Hastings. Fils du précédent ;
- 1170-1191 : Henri II (mort en 1191), seigneur d'Hastings. Fils du précédent ;
- 1191-1245 : Alix ou Aélis (v. 1180-14 mai 1245). Fille du précédent ; mariée dès 1191 à Raoul Ier d’Exoudun[2] (mort en 1219), seigneur d'Exoudun[3].

### Maison de Lusignan

Armes des Lusignan
comtes d'Eu

- 1191-1219 : Raoul Ier d’Exoudun (av. 1169-1er mai 1219). Son sceau apparaît à Eu dès 1191[4].
- 1245-1246 : Raoul II d’Exoudun (v. 1207-2 sept. 1246), fils des précédents ;
- 1246-1260 : Marie d’Exoudun (v. 1232-1er oct. 1260). Fille du précédent, mariée à Alphonse de Brienne (v. 1227-1270), fils de Jean Ier de Brienne et de Bérengère de Castille.

### Maison de Brienne[5]
- 1260-1270 : Alphonse de Brienne, époux de Marie de Lusignan
- 1270-1294 : Jean II (mort en 1294), fils des précédents.
- 1294-1302 : Jean III (mort en 1302), comte de Guînes, connétable de France, fils du précédent. Mort à la bataille de Courtrai.
- 1302-1344 : Raoul Ier (v. 1290-1344), comte d'Eu et de Guînes, seigneur de Jarnac, Connétable de France. Fils du précédent ;
- 1344-1350 : Raoul II (mort en 1350), comte d'Eu et de Guînes, seigneur de Jarnac, connétable de France. Fils du précédent.

En 1350, Raoul de Brienne est accusé de trahison et le comté est confisqué, puis donné à Jean d'Artois.

### Maison d'Artois
- 1351-1387 : Jean d'Artois (1321-1387), dit Jean sans Terre, seigneur de Saint-Valéry. Fils de Robert III d'Artois et de Jeanne de Valois ;
- 1387-1387 : Robert IV d'Artois (1356-1387). Mort empoisonné. Fils du précédent ;
- 1387-1397 : Philippe d'Artois (1358-1397), connétable de France en 1392. Frère du précédent ;
- 1397-1472 : Charles d'Artois (1394-1472), seigneur de Saint-Valéry et de Houdain. Fils du précédent. Sans postérité.

### Maison de Bourgogne-Nevers

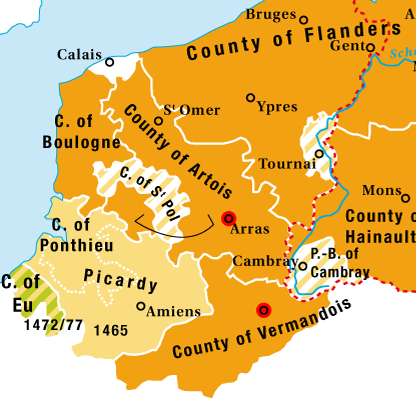
Le comté d'Eu bourguignon
(1472-1477)

- 1472-1476 : Jean de Bourgogne (1415-1491), comte de Nevers et de Rethel, neveu du précédent. Fils de Philippe de Bourgogne et de Bonne d'Artois.

En 1476, Charles le Téméraire fait l'acquisition du comté d'Eu, mais meurt peu après. Louis XI annexe alors le comté. La famille de Clèves, issue de la fille aînée de Jean de Bourgogne, le récupère ensuite.

### Maison de Clèves
- 1491-1506 - Engilbert de Clèves (1462-1506), comte de Nevers, Comte d'Auxerre et d'Étampes. Naturalisé français en 1486, pair de France en 1506. Petit-fils du précédent ;
- 1506-1521 - Charles de Clèves (mort en 1521), comte de Rethel, duc de Nevers. Fils du précédent ;
- 1521-1560 - François Ier de Clèves (1516-1561), fils du précédent ;
- 1560-1633 - Catherine de Clèves (1548-1633), fille du précédent, comtesse d'Eu et princesse de Château-Renault, épouse en premières noces d'Antoine III de Croÿ, prince de Porcien (mort en 1567), puis d'Henri de Lorraine, duc de Guise (mort en 1588).

### Dynastie de Lorraine-Guise
- 1633-1640 : Charles Ier de Guise (1571-1640), duc de Guise, prince de Joinville. Fils des précédents ;
- 1640-1657 : Henri II de Guise (1614-1664), archevêque de Reims, duc de Guise, prince de Joinville. Fils du précédent.

En 1657, Henri II vend Eu à sa cousine Anne-Marie-Louise d'Orléans.

### Dynastie de Bourbon
- 1657-1693 : Anne-Marie-Louise d'Orléans (1627-1693), duchesse de Montpensier et princesse des Dombes, La grande Mademoiselle. Fille de Gaston, duc d'Orléans et de Marie de Bourbon, duchesse de Montpensier (demi-sœur utérine de l'archevêque Henri II de Guise par leur mère Henriette-Catherine de Joyeuse) ;
elle lègue ses biens au duc du Maine :
- 1693-1736 : Louis-Auguste de Bourbon (1670-1736), duc du Maine. Fils légitimé de Louis XIV et de Madame de Montespan ;
- 1736-1755 : Louis-Auguste de Bourbon (1700-1755), prince de Dombes. Fils du précédent ;
- 1755-1775 : Louis-Charles de Bourbon (1701-1775). comte d'Eu, frère du précédent ;
- 1775-1793 : Louis Jean Marie de Bourbon (1725-1793), duc de Penthièvre. Fils de Louis-Alexandre de Bourbon, comte de Toulouse (autre fils légitimé de Louis XIV et de Madame de Montespan) ;
- 1793-1821 : Marie-Adélaïde de Bourbon (1753-1821). Fille du précédent ;
mariée en 1769 avec Louis-Philippe d'Orléans, duc d'Orléans, "Philippe Égalité" après 1792 (1747-1793) ;
- 1821-1830 : Louis-Philippe d'Orléans, futur roi des Français, fils des précédents.

Titre rattaché à la couronne

### Maison d'Orléans

#### Titre de la monarchie de Juillet
- Gaston d'Orléans (1842-1922), comte d'Eu. Fils de Louis d'Orléans, duc de Nemours, et petit-fils de Louis-Philippe Ier.

#### Titre de courtoisie
- 1982– : Foulques d'Orléans (1974), « comte d'Eu et duc d'Aumale ». Fils de Jacques d'Orléans, « duc d'Orléans », petit-fils d'Henri d'Orléans, « comte de Paris ».